# Миронис, Мэттью
Мэ́ттью Миро́нис (англ. Matthew Mirones; род. 24 апреля 1956, Бруклин, Нью-Йорк, США) — американский бизнесмен и политик-республиканец, член Ассамблеи штата Нью-Йорк. Член Американо-греческого прогрессивного просветительского союза (AHEPA) и Ордена святого апостола Андрея (архонт актуариос Вселенского Патриархата, 2018). Лауреат Почётной медали острова Эллис (2002).

## Биография

### Ранние годы, семья и образование
Родился в семье греков выходцев с острова Хиос (Восточные Спорады, Греция). Его отец был сапожником.
Окончил Среднюю техническую школу Бруклина (Brooklyn Tech).
Получил степень бакалавра наук в области протезирования и ортеза, окончив Школу медицины Нью-Йоркского университета.
Ранее проживал в Бей-Ридже (Бруклин), позже переехав в Грасмир (Статен-Айленд).

### Карьера

#### Политика
В 2002 году на дополнительных выборах был избран от Республиканской партии в Ассамблею штата Нью-Йорк.

##### Участие в комитетах и группах
- Комитет по надзору
- Комитет по анализу и расследованию
- Комитет по здравоохранению
- Комитет по старению
- Комитет по корпорациям, органам власти и комиссиям
- Комитет по психическому здоровью (старейший член)
- Комитете по транспорту
- Комитет по городам
- Законодательная рабочая группа по проблемам инвалидов (член)

В 2006 году ушёл со службы в Ассамблее штата Нью-Йорк.
В 2008 году рассматривался как потенциальный кандидат в члены Палаты представителей США от 13-го избирательного округа штата Нью-Йорк.
Является членом торговых палат Бруклина и Статен-Айленда, а также попечителем Института искусств и наук Статен-Айленда. В прошлом был президентом гражданской ассоциации Грасмира.

#### Бизнес
Вместе со своим братом Стивеном Миронисом является владельцем компании по медицинскому снабжению «ARIMED Orthotics & Prosthetics», которая базируется в городе Нью-Йорк и имеет отделения на Манхэттене, в Бруклине, Статен-Айленде и Бронксе.